# Rolando Ovando

José Rolando Ovando Castellanos es un ex ciclista profesional guatemalteco. Nació en Alza el 12 de diciembre de 1963. Fue profesional entre los años 1984 y 1992.
Cuajó buenas actuaciones en el G.P. Llodio y en la Vuelta a La Rioja.

## Palmarés
Conocido en su país con el mote de "Gigante", producto de los relatos del periodista Marco Antonio Rodríguez (Macord). José Rolando Ovando Castellanos fue Campeón de Montaña de la XXIII Vuelta a Guatemala, del 02 al 13 de diciembre de 1981, integrando el equipo Banco Inmobiliario Residenciales Catalina "A", junto a Héctor Dubón Schwendener (quien se consagró Campeón Absoluto de aquella Vuelta), Roberto López Pocol y René "Rana" Ortíz Rodríguez. En 1982, la federación guatemalteca, con el apoyo de los patrocinadores del equipo, envió a Guipúzcoa, región vasca de España, para una temporada de entrenamiento de varios meses a Dubón Schwendener, López Pocol y Ovando Castellanos; los primeros dos anduvieron bastante justo y volvieron rápidamente para Guatemala. José Rolando, sin embargo, se quedó y corrió en el potente equipo amateur Gurelesa. De allí dio el salto a profesionales: Reynolds, Teka, Once, Tulip Computers y Wigarma. (con información de www.ciclismoguatemala.com).
No consiguió victorias como profesional.
Posteriormente se dedica al MTB y ganó el Euskadi XC 1993 y el Campeonato de España (Sierra Nevada) XC en 1995.

## Equipos
- Reynolds (1985)
- Teka (1986-1988)
- ONCE (1989)
- Tulip Computers (1990)
- Wigarma (1991)